# Brakel (Guéldria)
Brakel é uma cidade pertencente ao município de Zaltbommel, na província de Guéldria, nos Países Baixos, e está situada a 8 km ao leste de Gorinchem.
Em 2001, a cidade possuía uma população de 2.830 habitantes e sua área urbana contava com 915 residências em 0.64 km².